# EMAG

Technisches Zentrum in Salach

Die EMAG Gruppe ist ein Hersteller für Werkzeugmaschinen (Zerspanung). Hauptsitz des Unternehmens ist Salach, Landkreis Göppingen. Hauptabnehmerbranchen der EMAG Gruppe sind Automobilindustrie, Automobilzulieferindustrie, Maschinenbau, Erneuerbare Energien, Elektroindustrie und die Ölfeldindustrie. Weltweit sind mehr als 8000 Pick-up-Drehmaschinen, 2500 Schleifmaschinen, 1800 Bearbeitungszentren sowie 1200 Verzahnungsmaschinen im Einsatz.

## Geschichte
Unternehmenssitz ist seit 1969 in Salach. Gegründet wurde das Unternehmen 1867 in Bautzen als Eisengießerei und Maschinenfabrik AG. 1952 wurde die Firma in Eislingen an der Fils neugegründet und produzierte zunächst Drehbänke und Sondermaschinen.
Durch die Vorstellung der weltweit ersten Vertikaldrehmaschine mit Pick-up-Spindel im Jahr 1992 machte sich das Unternehmen einen Namen. Die klassische Drehmaschine wurde auf den Kopf gestellt: Die Werkzeugträger stehen fest, dafür kann die Hauptspindel mit dem Werkstück in alle Achsrichtungen verfahren. Durch die Weiterentwicklung dieses Maschinentyps und die Integration diverser Technologien aus den Bereichen Drehen, Fräsen, Bohren, Schleifen, Wälzfräsen und Laserschweißen unter einem Dach gehört die EMAG Gruppe weltweit zu den bedeutendsten Herstellern von vertikalen Drehmaschinen. Auf den Maschinen und Fertigungssystemen werden scheibenförmige, wellenförmige und kubische Werkstücke bearbeitet.
2009 war das Unternehmen Weltmarktführer bei der Herstellung von Pick-up-Drehmaschinen. Der Gesamtumsatz der EMAG Gruppe im Jahr 2022 betrug 472,7 Mio. € mit einem Exportanteil von rund 76 %.
Neben den 2 Produktionsunternehmen und 4 Technologieunternehmen betreibt EMAG weltweit auch 34 Marktunternehmen und Niederlassungen. Im Jahr 2022 wurden weltweit durchschnittlich 2.493 Mitarbeiter beschäftigt.

## Übernahme anderer Unternehmen
- 1994: WEMA Werkzeugmaschinenfabrik Zerbst, Zerbst, Ausbau zum zentralen Produktionsstandort der EMAG Gruppe
- 1997: Karstens, Stuttgart, Hersteller von Maschinen zum Außen-Rundschleifen wellenförmiger Werkstücke
- 1999: Reinecker, Ulm, Hersteller von Maschinen zum Innenrundschleifen von Futterteilen
- 1999: Pittler-Tornos, Leipzig, Eingliederung in die EMAG Leipzig
- 2000: Kopp, Neu-Ulm, Hersteller von Maschinen zum Fräsen und Schleifen präziser Kurven und Nockenwellen
- 2001: Heilig Automation, Heubach, Automatisierung
- 2002: Naxos-Union, Frankfurt, Hersteller von Kurbelwellen-Schleifmaschinen
- 2004: Schwäbische Werkzeugmaschinen, Schramberg-Waldmössingen, Hersteller von Bearbeitungszentren (Anteile 2012 wieder abgestoßen)
- 2005: Koepfer, Furtwangen, Hersteller von Wälzfräsmaschinen
- 2009: Dorner, Gaildorf, Maschinen zum elektrochemischen Entgraten
- 2013: eldec, Dornstetten, innovative Induktions-Härtemaschinen, Generatoren zur Induktionserwärmung sowie Induktoren
- 2016: Richardon, Allmersbach, Hersteller von Verzahnungsmaschinen (Wälzfräsen, Wälzschälen)
- 2019: CNC-Technik Weiss GmbH, Neckartailfingen, Hersteller von Rundschleifmaschinen
- 2020: SCHERER Feinbau GmbH, Hersteller vertikale CNC-Drehmaschinen
- 2021: Samputensili Machine Tools und Samputensili CLC, Italien

## Struktur der EMAG-Gruppe
(Quelle: )
- EMAG GmbH & Co. KG: Die Holding am Stammsitz in Salach mit Leitungsfunktion versteht sich insbesondere als Dienstleister für die gesamte Gruppe.
  - Technologieunternehmen: In den Technologieunternehmen werden die Maschinen entwickelt, konzipiert und ausgelegt sowie anwendbare Zerspanverfahren und Technologien getestet, weiterentwickelt und in die Maschinen integriert.
    - EMAG Maschinenfabrik GmbH, Marken: EMAG, REINECKER, KARSTENS, KOPP, NAXOS-UNION, Salach, Deutschland
    - EMAG KOEPFER GmbH, Villingen-Schwenningen, Deutschland
    - EMAG Leipzig, Technologiezentrum für Ölfeldteile, Leipzig, Deutschland,
    - EMAG ECM GmbH, Technologiezentrum für elektrochemische Metallbearbeitung, Gaildorf, Deutschland
    - EMAG eldec Induction GmbH, Härte- und Erwärmungssysteme mittels Induktion, Dornstetten, Deutschland
    - EMAG LaserTec GmbH, Komplettsysteme für das Laserschweißen, Heubach, Deutschland

  - Produktionsunternehmen: Der zentrale Produktionsstandort der EMAG Gruppe ist in Zerbst, Sachsen-Anhalt. Hier werden die Grundmaschinen für die komplette Gruppe just-in-time gebaut und an die Markt- oder Technologieunternehmen zur Kundenanpassung ausgeliefert. Das Produktionsunternehmen EMAG LaserTec in Heubach, Baden-Württemberg, ist für die Herstellung werkstückspezifischer Spannmittel zuständig.
    - EMAG Zerbst Maschinenfabrik GmbH, Zerbst/Anhalt, Deutschland
    - EMAG (China) Machinery Co. Ltd., Jintan, China

  - Marktunternehmen: Die Marktunternehmen sind Ansprechpartner vor Ort und beraten die Kunden. In Zusammenarbeit mit den Technologieunternehmen werden Fertigungslösungen und Maschinenkonzepte für die Kundenwünsche erarbeitet und das „customizing“ durchgeführt. Auch die Schulung des Kunden, die Inbetriebnahme der Maschinen und der After-Sales-Service werden von den Marktunternehmen geleistet.
    - EMAG Salach GmbH
    - Niederlassungen Europa: Dänemark, Frankreich, Italien, Österreich, Polen, Spanien, Schweden, Tschechien, Türkei
    - Niederlassungen Amerika: Brasilien, Mexiko, USA
    - Niederlassungen Asien: China, Indien, Japan, Südkorea, Thailand